# Paul Weinzierl
Paul Weinzierl (* 5. Juli 1897 in Donauwörth; † 8. September 1979 in Ingolstadt) war ein deutscher Unternehmer und Politiker (NSDAP/CSU).

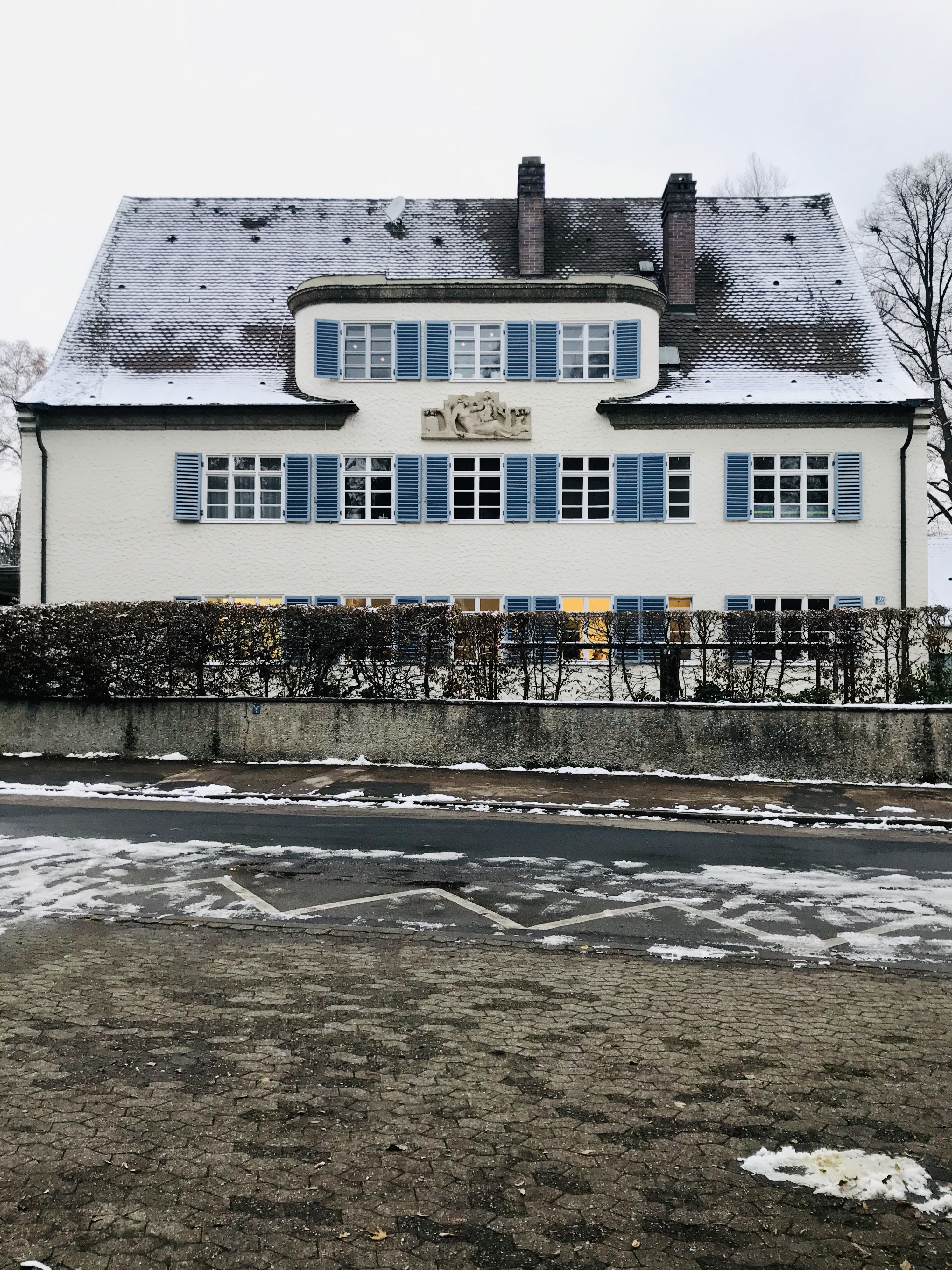
Villa Weinzierl von Franz Xaver Proebst

## Leben und Beruf
Der Sohn eines Kieswerksbesitzers leistete nach dem Abitur am Humanistischen Gymnasium von 1916 bis 1918 Kriegsdienst im Ersten Weltkrieg und war bei Kriegsende Leutnant der Reserve der Pioniertruppe. Von 1919 bis 1921 war er Hörer an der Technischen Hochschule, der Handelshochschule und der Ludwig-Maximilians-Universität München. 1922 übernahm er die Leitung des väterlichen Betriebes in Ingolstadt. Nach der Machtübernahme der Nationalsozialisten arrangierte sich Weinzierl schnell mit dem neuen System. 1934 trat er in die SA ein, überdies war er zwischen 1934 und 1945 Förderndes Mitglied der SS.
Im Zweiten Weltkrieg diente er von 1939 bis 1945 erneut als Reserveoffizier der Pioniertruppe in verschiedenen Verwendungen. Seine Rolle im Kriegseinsatz in Polen und in der Sowjetunion ist umstritten. Er wurde nach dem Krieg beschuldigt, er hätte als Kommandeur eines Pionierbataillons "Maßnahmen durchführen lassen, die seine nationalsozialistische und militaristische Einstellung bewiesen haben". So soll beispielsweise im Raum Dobrowodi, für den Weinzierl verantwortlich war, ein 17-Jähriger Russe hingerichtet worden sein. Diese Anschuldigungen wurden jedoch aufgrund widersprüchlicher Aussagen und der allgemeinen Defizite der Spruchkammerverfahren in Bayern fallengelassen. Seit Oktober 1944 war Weinzierl im Rang eines Majors der Reserve als Kampfkommandant für seine Heimatstadt Ingolstadt verantwortlich. Als die Alliierten im April 1945 näherrückten und die militärische Niederlage Deutschlands für jedermann ersichtlich war, einigten sich der damalige Bürgermeister Josef Listl (NSDAP) und Paul Weinzierl nach eigener Aussage darauf, die Stadt kampflos zu übergeben. Weinzierl standen ohnehin nur vereinzelte schlecht ausgebildete Ersatztruppenteile ohne geeignete Ausrüstung zur Verfügung, da den durch Ingolstadt ausweichenden deutschen Kampftruppen der Rückzug in die sogenannte "Alpenfestung" befohlen worden war. Um nichts zu riskieren, täuschte er offenbar glaubhaft Verteidigungsmaßnahmen vor. Er konnte damit zumindest General Koch-Erpach, der am 20. April 1945 die Verteidigungsmaßnahmen inspizierte, überzeugen und so seine drohende Erschießung wegen scheinbar ungenügender Vorbereitungen verhindern. Da Weinzierl im Gegensatz zu anderen deutschen Offizieren in der Endphase des Zweiten Weltkriegs trotz seiner Absicht zur Übergabe der Stadt nicht den Mut zum offenen Widerstand aufbringen konnte, kam es in und um Ingolstadt im Laufe des 26. und 27. April 1945 dennoch zu Gefechten mit mindestens 24 Gefallenen auf deutscher und 16 Gefallenen auf amerikanischer Seite. Ebenfalls wurden die drei Donaubrücken planmäßig gesprengt, um die vorrückenden Alliierten aufzuhalten. Teile der 86. US-Infanteriedivision überquerten daraufhin mit Sturmbooten und später mithilfe einer Schwimmbrücke, teils unter deutschem Abwehrfeuer, die Donau. Die Stadt wurde schließlich am Morgen des 27. April 1945 durch Oberst Marschall aus Eichstätt übergeben, da der eigentliche Kampfkommandant Paul Weinzierl aus gesundheitlichen Gründen dazu nicht im Stande war. Im Sommer 1945 verfasste Weinzierl einen rechtfertigenden Bericht, in dem er sich als mutigen Retter Ingolstadts inszenierte. Bis heute hält sich die verzerrte Darstellung, er hätte als „Retter Ingolstadts“ die Zerstörung der Stadt verhindert. Gerüchte über einen amerikanischen Luftangriff, der die Stadt hätte vernichten sollen, sofern die Verteidiger nicht so schnell kapituliert hätten, können ebenfalls nicht bestätigt werden. Es handelte sich hierbei um ein Missverständnis zwischen US-Soldaten und der Zivilbevölkerung. Tatsächlich wurde am 26. April um 9.30 Uhr ein Bombenangriff auf Ingolstadt abgesagt, der ursprünglich zusammen mit der Artillerie die Sicherung der Donaubrücken vorbereiten und die ausweichenden deutschen Truppen zerschlagen sollte. Da die Brücken bereits zerstört waren, hatte sich diese Maßnahme allerdings erübrigt.
Nach dem Kriegsende führte Weinzierl sein Kieswerk weiter und wurde 1952 Vorsitzender der Fachabteilung Sand- und Kiesindustrie Bayern. Seit 1954 war er Erster Vorsitzender des Bayerischen Industrieverbandes Steine und Erden.
Seine Söhne sind der CSU-Politiker und bayerische Landtagsabgeordnete Alfons Weinzierl, der Umweltschützer Hubert Weinzierl und der Landschaftsarchitekt Wolfgang Weinzierl.

## Partei
Weinzierl war vor 1933 parteilos. Zum 1. Mai 1937 trat er der NSDAP bei (Mitgliedsnummer 5.026.970). Er trat 1954 in die CSU ein und wurde im gleichen Jahr zum Vorsitzenden des CSU-Kreisverbandes Ingolstadt gewählt. Seit 1958 war er Mitglied des Landesvorstandes der Christsozialen.

## Abgeordneter
Weinzierl war von 1931 bis 1933 sowie seit 1960 Ratsmitglied der Stadt Ingolstadt. Dem Deutschen Bundestag gehörte er für den Wahlkreis Ingolstadt von 1961 bis 1965 an.

## Ehrungen
- Bundesverdienstkreuz I. Klasse, 1961